# Hang Sơn Đoòng
De Hang Son Doong is volgens een aantal maatstaven de grootste grot ter wereld. Deze is te vinden in het Nationaal park Phong Nha-Kẻ Bàng in de provincie Quang Binh in Vietnam, vlak bij de grens met Laos.
Ondanks het enorme formaat werd de grot pas in 1991 ontdekt en pas in 2009 in kaart gebracht. De Hang Son Doong bestaat uit een lange tunnel van meer dan vier kilometer lengte. Deze doorgang is tot wel 180 meter hoog en 90 meter breed. Op twee plaatsen is de tunnel ingestort waardoor er enorme gaten en puinkegels zijn ontstaan. Op deze plaatsen is, in de grot, 400 meter onder de oppervlakte, een tropisch regenwoud ontstaan. 
Door de Hang Son Doong loopt de rivier Rao Thuong. In de grot zijn enorme calcietstructuren te vinden waaronder kegels van wel 60 meter hoog.